# Justin Berfield
Justin Tyler Berfield (Los Angeles,25 de fevereiro de 1986) é um ator, escritor e produtor norte-americano. Ele é mais conhecido por seu papel de Reese, na série de TV da FOX, Malcolm in the Middle.

## Biografia
Berfield nasceu na Califórnia, filho de Gail Berfield e Eric "Rick" Berfield. Ele é o irmão mais novo do ator Lorne Berfield. Berfield é judeu. Ele também comprou a casa, onde Jessica Simpson e Nick Lachey, palco onde o então casal filmou a série Newlyweds: Nick e Jessica.
Em 2001, Berfield foi convidado para servir como embaixador para a Juventude Nacional Ronald McDonald House Charities, no qual ele participou durante três anos, até completar dezoito anos. Ele tem sido ativo com St. Jude Children's Research Hospital e, mais recentemente o Virgin Unite, filial do grupo Virgin Group.

### Carreira
Berfield começou atuando aos quatro anos de idade, quando ele apareceu em um comercial de café. Desde então, ele já apareceu em outros vinte comerciais de televisão americana, dando origem a seu apelido de infância, "The Commercial Kid". Sua estréia na TV, aconteceu em 1994 quando ele desempenhou um papel na série de curta duração da NBC, The Good Life. Em 1995, ele começou a desempenhar o papel de Ross Malloy, o irmão mais novo na série da The WB, Unhappily Ever After. Em 1998, ele estrelou em seu primeiro filme, Mom, Can I Keep Her?. Berfield estrelou na série The Nightmare Room de RL Stine. Ele também teve uma rápida atuação como repórter no filme As Desventuras de Max Keeble. Berfield fez teste para o papel de Anakin Skywalker em Star Wars - Episódio 1 - A Ameaça Fantasma, mas o trabalho foi para Jake Lloyd.
Embora tenha estrelado ou co-estrelado em muitos filmes ao longo dos anos, ele é mais conhecido por ter retrato o personagem Reese, o segundo irmão mais velho de Malcolm na série de TV da FOX, Malcolm in the Middle. Ele ganhou o prêmio YoungStar Award em 2000 e 2003 pelo seu trabalho na série. Ele apareceu em mais de cem episódios na série Malcolm in the Middle e em cem episódios da série Unhappily Ever After, tornando-se assim, a pessoa mais jovem da história de estar em mais de 100 episódios em duas séries televisivas. Em 2001, ele emprestou sua voz ao personagem "Gill" para o desenho animado Kim Possible, da Disney.
Em 2006, Berfield declarou que iria continuar atuando após Malcolm in the Middle, mas que ele também ia reservar um tempo para seus outros empreendimentos comerciais, incluindo a sua produtora de cinema e TV, seu imóvel, e seus esforços literários. Foi anunciado que um filme sobre Pablo Escobar, seria produzido pela J2 Pictures. O filme espera liberação para 2009. Em 2008, a J2, produziu o filme An Invisible Sign of My Own estrelado por Jessica Alba.

## Filmografia
| Filmes      | Filmes                           | Filmes       | Filmes        |
| Ano         | Título                           | Papel        | Notas         |
| ----------- | -------------------------------- | ------------ | ------------- |
| 2004        | Crash Nebula                     | Ving (voz)   | Para TV       |
| 2003        | Who's Your Daddy?                | Danny Hughes |               |
| 2001        | As Desventuras de Max Keeble     | Repórter     |               |
| 1999        | Invisible Mom II                 | Eddie Brown  |               |
| 1999        | The Kid with X-ray Eyes          | Bobby Taylor |               |
| 1999        | Wanted                           | Flip         |               |
| 1998        | Mom, Can I Keep Her?             | Timmy Blair  |               |
| Televisão   |                                  |              |               |
| Ano         | Título                           | Papel        | Notas         |
| 2006 / 2000 | Malcolm in the Middle            | Reese        | 151 episódios |
| 2004        | The Fairly OddParents            | Ving         | 1 episódio    |
| 2004 / 2002 | Kim Possible                     | Gill         | 2 episódios   |
| 2001        | The Nightmare Room               | Josh Ryan    | 1 episódio    |
| 1999 / 1995 | Unhappily Ever After             | Ross Malloy  | 100 episódios |
| 1996        | Duckman: Private Dick/Family Man |              | 1 episódio    |
| 1995 / 1994 | The Mommies                      | Jason Booker | 4 episódios   |
| 1994        | The Boys Are Back                | Timmy Flint  | 1 episódio    |
| 1994        | Hardball                         | Garoto       | 1 episódio    |
| 1994        | The Good Life                    | Bob Bowman   | 13 episódios  |

## Prêmios e Indicações
| Ano  | Resultado | Premiação           | Indicação                                                                  | Título                       |
| ---- | --------- | ------------------- | -------------------------------------------------------------------------- | ---------------------------- |
| 2003 | Venceu    | Young Artist Awards | Melhor Conjunto em Série de TV (Comédia ou Drama)                          | Malcolm in the Middle        |
| 2003 | Indicado  | Young Artist Awards | Melhor Performance em Série de TV (Comédia ou Drama) - Ator Jovem de Apoio | Malcolm in the Middle        |
| 2002 | Indicado  | Young Artist Awards | Melhor Conjunto em Série de TV (Comédia ou Drama)                          | Malcolm in the Middle        |
| 2002 | Indicado  | Young Artist Awards | Melhor Performance - Ator Coadjuvante                                      | As Desventuras de Max Keeble |
| 2001 | Indicado  | Young Artist Awards | Melhor Conjunto em Série de TV (Comédia ou Drama)                          | Malcolm in the Middle        |
| 2000 | Venceu    | YoungStar Awards    | Melhor Elenco de Conjunto Jovem - Televisão                                | Malcolm in the Middle        |
| 1999 | Indicado  | Young Artist Awards | Melhor Performance na TV em Série de Comédia - Ator Coadjuvante            | Unhappily Ever After         |
| 1999 | Indicado  | YoungStar Awards    | Melhor Performance de um Jovem Ator em Série de Comédia                    | Unhappily Ever After         |
| 1998 | Indicado  | Young Artist Awards | Melhor Performance na TV em Série de Comédia - Ator Coadjuvante            | Unhappily Ever After         |